# Gossypium hirsutum
Gossypium hirsutum là một loài thực vật có hoa trong họ Cẩm quỳ. Loài này được Carl von Linné mô tả khoa học đầu tiên năm 1763.
Đây là loài bông được trồng phổ biến nhất trên thế giới. Trên toàn cầu, khoảng 90% sản lượng bông là các giống có nguồn gốc từ loài này. Hoa Kỳ, nước xuất khẩu bông lớn nhất thế giới, chiếm khoảng 95% tổng sản lượng bông. Là loài bản địa Mexico, Tây Ấn, Bắc Mỹ, Trung Mỹ và Florida nhiệt đới.
Các bằng chứng khảo cổ từ Thung lũng Tehuacan ở Mexico cho thấy việc trồng loài này từ 3.500 trước Công nguyên, mặc dù chưa có bằng chứng nào về chính xác nơi nó có thể được thuần hóa lần đầu tiên. v Đây là bằng chứng đầu tiên về trồng bông ở châu Mỹ tìm thấy cho đến nay.
Gossypium hirsutum bao gồm một số giống hoặc giống lai có độ dài sợi khác nhau và dung sai đối với một số điều kiện phát triển. Các giống có chiều dài dài hơn được gọi là "vùng cao nguyên liệu dài" và các giống chiều dài ngắn hơn được gọi là "vùng cao nguyên liệu ngắn". Các loại cây lương thực dài được trồng phổ biến nhất trong sản xuất thương mại.
Bên cạnh đó là cây trồng sợi, Gossypium hirsutum và Gossypium herbaceum là những loài chính được sử dụng để sản xuất dầu hạt bông.
Người Zuni sử dụng cây này để làm những sản phẩm may mặc, và lông tơ được làm thành dây và sử dụng theo nghi lễ.

## Danh pháp đồng nghĩa
- Gossypium hirsutum L., Sp. pl. ed. 2, 2:975. 1763.
  - Gossypium hirsutum subsp. latifolium (Murray) Roberty, Candollea 13:61. 1950.
  - Gossypium hirsutum L. var. marie-galante (G. Watt) J. B. Hutch., J. B. Hutch., Evol. Gossypium 43. 1947
  - Gossypium hirsutum L. var. punctatum (Schumach.) Roberty, Ann. Mus. Colon. Marseille sér. 6, 3:42. 1945.
  - Gossypium religiosum L., Syst. nat. ed. 12, 2:462. 1767.
  - Gossypium jamaicense Macfad., Fl. Jamaica 1:73. 1837.
  - Gossypium lanceolatum Tod., Relaz. cult. coton. 185. 1877.
  - Gossypium mexicanum Tod., Ind. sem. panorm. 1867:20, 31. 1868.
  - Gossypium morrillii O. F. Cook & J. Hubb., J. Washington Acad. Sci. 16:339. 1926.
  - Gossypium purpurascens Poir., Encycl. suppl. 2:369. 1811.
  - Gossypium palmeri G. Watt, Wild cult. cotton 204, t. 34. 1907.
  - Gossypium schottii G. Watt, Wild cult. cotton 206. 1907.
  - Gossypium punctatum Schumach., Beskr. Guin. pl. 309. 1827.
  - Gossypium taitense Parl., Sp. Cotoni 39, t. 6, fig. A. 1866.
  - Gossypium tridens O. F. Cook & J. Hubb., J. Washington Acad. Sci. 16:547. 1926.
  - Gossypium marie-galante G. Watt, Kew Bull. 1927:344. 1927.
  - Gossypium barbadense var. marie-galante (G. Watt) A. Chev., Rev. Int. Bot. Appl Agric. Trop. 18:118. 1938.